# Rebellion (EP)
Rebellion es el segundo EP de Samael, banda suiza de Black metal. Este disco puede ser considerado como de transición, ya que consolidó el sonido que Samael había estrenado en Ceremony of Opposites, reversionando a su estilo evolucionado un par de temas de su antiguo repertorio (After the sepulture e Into the pentagram), y agregando una versión de Alice Cooper.

## Ficha técnica
Grabado y mezclado en Woodhouse Studio, Hagen, Alemania, en febrero de 1995.
Producido por Waldemar Sorychta y Xy.
Ensamblado y mezclado por Waldemar Sorychta y Siggi Bemm.
Concepto de portada por Samael.
Música por Xy. Letras por Vorphalack.

## Lista de canciones
Contiene los siguientes temas:
1. "Rebellion". Tema que parece aludir a la lucha eterna entre el Bien y el Mal, y al papel del ser humano en medio de ambas grandes fuerzas.
2. "After The Sepulture". Se refiere al momento de la muerte, y cómo después de ésta el mundo se cierra para el moribundo.
3. "I Love The Dead". Tema que hace alusiones a la necrofilia.
4. "Static Journey". Tema instrumental.
5. "Into The Pentagram". Tema de clara vocación satánica, en la cual quien invoca en el pentagrama está a salvo y tiene poder o control sobre su entorno.

El disco presenta además un hidden track de aproximadamente doce minutos, y que contiene dos temas. Uno de ellos es un tema instrumental innominado, y el otro es una versión hablada de "Static Journey".